# Diocesi di Gaudiaba
La diocesi di Gaudiaba (in latino: Dioecesis Gaudiabensis) è una sede soppressa e sede titolare della Chiesa cattolica.

## Storia
Gaudiaba, nell'odierna Algeria, è un'antica sede episcopale della provincia romana di Numidia.
A questa sede africana, Morcelli e Mesnage attribuiscono due vescovi. Alla conferenza di Cartagine del 411, che vide riuniti assieme i vescovi cattolici e donatisti dell'Africa romana, prese parte il donatista Saturnino Gazabianensis; la sede non aveva in quell'occasione nessun vescovo cattolico.
Il nome di Victor episcopus Gaudiabensis si trova al 93º posto nella lista dei vescovi della Numidia convocati a Cartagine dal re vandalo Unerico nel 484; Vittore, come tutti gli altri vescovi cattolici africani, fu condannato all'esilio.
Toulotte e Jaubert distinguono i vescovi in due diocesi, Gazabiana e Gaudiaba.
Dal 1933 Gaudiaba è annoverata tra le sedi vescovili titolari della Chiesa cattolica; dal 27 settembre 2021 il vescovo titolare è Francesco Beneduce, S.I., vescovo ausiliare di Napoli.

## Cronotassi

### Vescovi residenti
- Saturnino † (menzionato nel 411) (vescovo donatista)

- Vittore † (menzionato nel 484)

### Vescovi titolari
- Giulio Bevilacqua, C.O. † (15 febbraio 1965 - 25 febbraio 1965 nominato cardinale diacono di San Girolamo della Carità)
- Bernardino Dino Maria Piccinelli, O.S.M. † (23 giugno 1966 - 1º ottobre 1984 deceduto)
- Giovanni Saldarini † (10 novembre 1984 - 31 gennaio 1989 nominato arcivescovo di Torino)
- Januário Torgal Mendes Ferreira (22 aprile 1989 - 3 maggio 2001 nominato ordinario militare in Portogallo)
- Đuro Hranić (5 luglio 2001 - 18 aprile 2013 nominato arcivescovo di Đakovo-Osijek)
- Bruno Feillet (28 giugno 2013 - 17 luglio 2021 nominato vescovo di Séez)
- Francesco Beneduce, S.I., dal 27 settembre 2021